# VfL Bochum
VfL Bochum är en tysk idrottsförening som grundades 1848 som Verein für Leibesübungen Bochum ("Föreningen för kroppsövningar"). Sektionen för fotboll tillkom 1938.
Lagets främsta framgångar har varit deltagande två gånger i den tyska cupfinalen (1968 och 1988) samt femteplaceringen i Bundesliga säsongen 2003/2004 före "lokalkonkurrenterna" Borussia Dortmund och Schalke 04 vilket innebär deltagande i Uefacupen.
Fotbollssektionen skapades 1938 genom sammanslagningen av Germania, TuS och Turnverein Bochum. 1949 blev fotbollssektionen en självständig del av föreningen. Fotbollssektionen har över 2260 medlemmar medan hela VfL Bochum har omkring 5000. De övriga sektionerna är badminton, basket, fäktning, landhockey, friidrott, handboll, simning, dans, tennis, bordtennis, gymnastik och volleyboll.
Stadion i Bochum är Ruhrstadion.
Säsongen 2020/21 så vann VfL Bochum 2. Bundesliga med två poäng över Greuther Fürth och säkrade en 35:e säsong i Bundesliga.

## Spelare

### Truppen
| 1  | Tyskland | Timo Horn      | 12 maj 1993      | Red Bull Salzburg (-24) |
| 27 | Tyskland | Patrick Drewes | 4 februari 1993  | Karlsruhe (-24)         |
| 34 | Tyskland | Paul Grave     | 10 april 2001    | VfL Bochum              |
| -  | Tyskland | Manuel Riemann | 9 september 1988 | Sandhausen (-15)        |

| 2  | Costa Rica | Cristian Gamboa   | 24 oktober 1989  | Celtic (-19)            |
| 4  | Serbien    | Erhan Mašović     | 22 november 1998 | Club Brugge (-20)       |
| 5  | Brasilien  | Bernardo          | 14 maj 1995      | Red Bull Salzburg (-23) |
| 14 | Tyskland   | Tim Oermann       | 6 oktober 2003   | VfL Bochum              |
| 15 | Tyskland   | Felix Passlack    | 29 maj 1998      | Borussia Dortmund (-23) |
| 20 | Ukraina    | Ivan Ordets       | 8 juli 1992      | Dynamo Moskva (-22)     |
| 25 | Tyskland   | Mohammed Tolba    | 19 juli 2004     | VfL Bochum              |
| 32 | Tyskland   | Maximilian Wittek | 21 augusti 1995  | Vitesse (-23)           |
| 41 | Schweiz    | Noah Loosli       | 23 januari 1997  | Grasshoppers (-23)      |

| 6  | Mali           | Ibrahima Sissoko      | 27 oktober 1997  | Strasbourg (-24)     |
| 7  | Tyskland       | Lukas Daschner        | 1 oktober 1998   | St. Pauli (-23)      |
| 8  | Frankrike      | Anthony Losilla       | 10 mars 1986     | Dynamo Dresden (-14) |
| 10 | Nederländerna  | Dani de Wit           | 28 januari 1998  | AZ (-24)             |
| 11 | Tyskland       | Moritz-Broni Kwarteng | 28 april 1998    | Magdeburg (-23)      |
| 16 | Tyskland       | Niklas Jahn           | 26 juli 2004     | Nürnberg (-24)       |
| 17 | Nordmakedonien | Agon Elezi            | 1 mars 2001      | Varaždin (-24)       |
| 19 | Slovakien      | Matúš Bero            | 6 september 1995 | Vitesse (-23)        |
| 24 | Tyskland       | Mats Pannewig         | 28 oktober 2004  | Schalke 04 (-21)     |
| 28 | Tyskland       | Lennart Koerdt        | 7 januari 2005   | VfL Bochum           |

| 9  | Nederländerna | Myron Boadu        | 14 januari 2001   | Monaco (-24)            |
| 18 | Tyskland      | Samuel Bamba       | 13 februari 2004  | Borussia Dortmund (-24) |
| 21 | Filippinerna  | Gerrit Holtmann    | 25 mars 1995      | Mainz 05 (-20)          |
| 22 | Guinea        | Aliou Baldé        | 12 december 2002  | Nice (-24)              |
| 29 | Tyskland      | Moritz Broschinski | 23 september 2000 | Borussia Dortmund (-23) |
| 33 | Tyskland      | Philipp Hofmann    | 30 mars 1993      | Karlsruhe (-22)         |

### Kända spelare
- Stefan Kuntz
- Yildiray Bastürk
- Fanis Gekas
- Dariusz Wosz
- Paul Freier
- Frank Fahrenhorst

## Svenska spelare
- Andreas Johansson
- Matias Concha